# Округ Марион (Орегон)
Округ Марион (енгл. Marion County) је округ у америчкој савезној држави Орегон.

## Демографија
По попису из 2010. године број становника је 315.335, што је 30.501 (10,7%) становника више него 2000. године.
| Група             | 2000.           | 2010.           |
| Белци             | 217.880 (76,5%) | 216.758 (68,7%) |
| Афроамериканци    | 2.539 (0,9%)    | 3.371 (1,1%)    |
| Азијати           | 4.997 (1,8%)    | 5.995 (1,9%)    |
| Хиспаноамериканци | 48.714 (17,1%)  | 76.594 (24,3%)  |
| Укупно            | 284.834         | 315.335         |